# Joint Base San Antonio-Lackland
La Joint Base San Antonio-Lackland è una base aerea militare dell'United States Air Force gestita dall'Air Education and Training Command e situata presso la città di San Antonio, nel Texas.

## Informazioni Generali
Attivata nel 1941 come parte del Kelly Field. Designata installazione indipendente nel luglio 1942 come San Antonio Aviation Cadet Center, è stata trasferita sotto la gestione della Joint Base San Antonio nel 2009. La base è intitolata al Brigadier Generale Frank D. Lackland, primo comandante della scuola di volo di Kelly Field e morto nel 1943.

## Unità
Attualmente l'unità ospitante è il 502nd Air Base Wing
Sono presenti i seguenti reparti:
- U.S.A.F.
  - HQ Twenty-Fourth Air Force
  - HQ Twenty-Fifth Air Force
  - 37th Training Wing
  - 59th Medical Wing
  - 67th Cyberspace Wing
  - 149th Fighter Wing, Texas Air National Guard
  - 433rd Airlift Wing, Air Force Reserve Command
  - 688th Cyberspace Wing